# Country

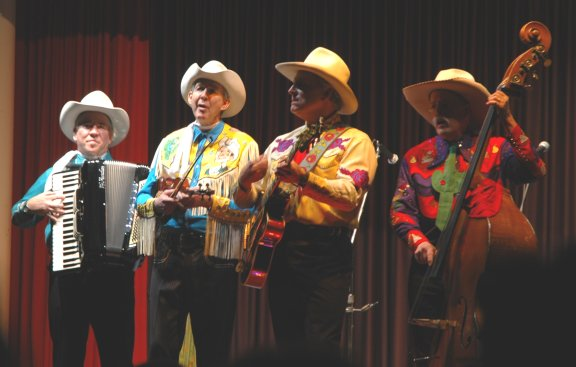
Una banda de música country

El country (también llamado country & western, música country o música campirana) es un género musical surgido en los años 1920 en las regiones rurales del Sur de Estados Unidos. En sus orígenes, combinó la música folclórica de algunos países europeos de inmigrantes, principalmente Irlanda, con otras formas musicales, como el blues, el bluegrass y la música espiritual y religiosa, como el góspel. El término «country» comenzó a utilizarse en los años 1950, en detrimento del término «hillbilly», que era como se le conocía hasta entonces, y su uso terminó de consolidarse en los años 1970.
El country tradicional, se tocaba esencialmente con instrumentos de cuerda, como la guitarra, el banjo, el violín sencillo (fiddle) y el contrabajo, aunque también intervenían frecuentemente el acordeón (de influencia francesa para la música cajún), y la armónica. En el country moderno se utilizan sobre todo los instrumentos electrónicos, como la guitarra eléctrica, el bajo eléctrico, los teclados, el dobro, o la steel guitar.
The Carter Family fueron los primeros en grabar en disco una canción country, junto a Jimmie Rodgers, consolidando este género musical con el nombre inicial de hillbilly. Ambos influyeron con sus respectivos estilos a numerosos cantantes que les sucedieron. En los años 1940 fueron sobre todo cantantes como Hank Williams los que contribuyeron a su creciente popularidad. En la década de 1950, la música country adquirió elementos del rock and roll (el vigoroso rockabilly de Johnny Cash, Elvis Presley, Jerry Lee Lewis, Bill Haley o Buddy Holly), género que por aquel entonces vivía un enorme auge, y que aportó ritmos y melodías más desarrolladas. Si bien se pueden escuchar hoy en día toda clase de variantes del country, el que se combina con el rock, y más recientemente con el pop, es el que más éxito tiene ante el público masivo, en la corriente del country pop destacan Dolly Parton y Kenny Rogers. 
Así, el término country, actualmente es un cajón de sastre en el que se incluyen diferentes géneros musicales: el sonido Nashville (más cercano al pop de los años 1960), el bluegrass (popularizado por Bill Monroe y Flatt and Scruggs, basado en ritmos rápidos y virtuosísimos, interpretados con mandolina, violín y banjo), la música de westerns de Hollywood, el western swing (una sofisticada música basada en el jazz y popularizada por Bob Wills), el sonido Bakersfield (popularizado por Buck Owens y Merle Haggard), el outlaw country, cajún, zydeco, gospel, Old Time (música folk anterior a 1930), honky tonk, rockabilly o Country neo-tradicional. Cada estilo es único en su ejecución, en el uso de ritmos y acordes, aunque muchas canciones han sido adaptadas para los diferentes estilos. Por ejemplo, la canción «Milk cow blues», una antigua melodía blues de Kokomo Arnold ha sido interpretada en una amplia variedad de estilos del country, desde Aerosmith a Bob Wills, pasando por Willie Nelson, George Strait, Ricky Nelson o Elvis Presley.

## Country gótico
El country gótico (a veces llamado americana gótica, gótico sureño, sonido de Denver o country oscuro) es un género de música country con raíces en el blues, el gospel, la americana, el rock gótico y el post-punk.

## Historia
Raíces Afrodescendientes
La música country no es un género exclusivo de la cultura blanca estadounidense. Sus raíces se extienden a las comunidades afrodescendientes, quienes a través de sus cantos de trabajo, espirituales y blues, sentaron las bases para lo que hoy conocemos como country.
los esclavos africanos trajeron consigo una rica tradición musical. Sus cantos de trabajo, entonados para aliviar la dura labor en las plantaciones, poseían un ritmo y una melancolía que luego se reflejarían en el country.
Los espirituales, canciones religiosas con un profundo sentimiento de esperanza y libertad, también influyeron en la música country. De hecho, muchos de los primeros artistas country, como Jimmie Rodgers y Hank Williams, incorporaron elementos de los espirituales en sus canciones.
En la actualidad, artistas como Rhiannon Giddens, Darius Rucker y Kane Brown están redefiniendo la narrativa del country, reivindicando la herencia afrodescendiente del género.
1. ↑  «Raíces Afrodescendientes: La VerdaderaHistoria de la Música Country.».

https://artmiamimagazine.com/la-verdadera-historia-del-origen-de-la-musica-country/

Vernon Dalhart
Vernon Dalhart fue el primer músico de country en tener un éxito a nivel nacional (en Estados Unidos, en mayo de 1924, con "The Wreck of Old '97"). Otros pioneros importantes fueron Riley Puckett, Don Richardson, Fiddling John Carson, Ernest Stoneman y los grupos Charlie Poole and the North Carolina Ramblers y The Skillet Lickers.
Pero como ya se dijo, los orígenes de las grabaciones del country moderno (hillbilly) se encuentran en Jimmie Rodgers y The Carter Family ("La Familia Carter"), que están considerados por ello, los fundadores de la música country, ya que sus canciones fueron las primeras en ser registradas en soportes fonográficos, en la histórica sesión del 1 de agosto de 1927, en Bristol (Tennessee), donde Ralph Peer ejerció como técnico de sonido. Es posible categorizar a muchos intérpretes de country atendiendo a si pertenecen a la rama de Jimmie Rodgers o la rama de la Carter Family.

### Influencia de Jimmie Rodgers
Jimmie Rodgers incorporó al country el folk (hillbilly). Rodgers escribió y cantó canciones basadas en baladas tradicionales e influencias musicales de sur. Partió de sus propias experiencias vividas en la ciudad de Meridian (Misisipi) y en la gente pobre que conoció en trenes ("hobos" o vagabundos), en los bares o las calles, para escribir las letras de sus canciones. Desde el 26 de mayo de 1953, se celebra en Meridian el festival "Jimmi Rodgers Memorial" en el aniversario de su muerte.
Personajes patéticos, forajidos, humor, mujeres, whisky, asesinatos, muerte, enfermedades y pobreza están presentes en sus letras, temas que han sido tomados y desarrollados por sus seguidores. Músicos como Hank Williams, Merle Haggard, Waylon Jennings, George Jones, Townes Van Zandt, Kris Kristofferson o Johnny Cash han sufrido y compartido el sufrimiento de interpretar sus canciones basados en estos temas. Jimmie Rodgers cantó sobre la vida y la muerte desde una perspectiva masculina, un punto de vista que ha dominado en muchas modalidades de country. Su influencia ha sido crítica en el desarrollo del honky tonk, el rockabilly y el sonido Bakersfield.

#### Hank Williams
Jimmie Rodgers es una pieza clave en la música "hillbilly", pero el artista más influyente de la "rama de Jimmie Rodgers" es Hank Williams. En su corta carrera (murió a los 29 años) dominó la escena country, y sus canciones han sido interpretadas por prácticamente todos los artistas country, tanto hombres como mujeres. Hank tuvo dos personajes: Hank Williams, el cantautor y "Luke the Drifter", el cantautor moralista y religioso. La complejidad de estos personajes se refleja en las canciones más introspectivas que escribió sobre el amor, la felicidad, el amor y los corazones rotos ("I'm so lonesome I could cry") o las más optimistas sobre la comida cajún ("Jambalaya") o sobre las típicas figuras de madera de indios que aparecen en las tiendas de cigarros estadounidenses ("Kaw-Liga"). Hank Williams llevó a la música country a otro nivel y la hizo llegar a un público más amplio, inaugurando el estilo "honky tonk" ("country" de los bares: alcohol, mujeres, y peleas...).
Su hijo, Hank Williams Jr y su nieto Hank Williams III han sido también grandes innovadores en la música country. Hank Williams Jr. fusiona rock con outlaw country, mientras que Hank Williams III va más allá, rozando el psychobilly y el death metal.

### Influencia de The Carter Family

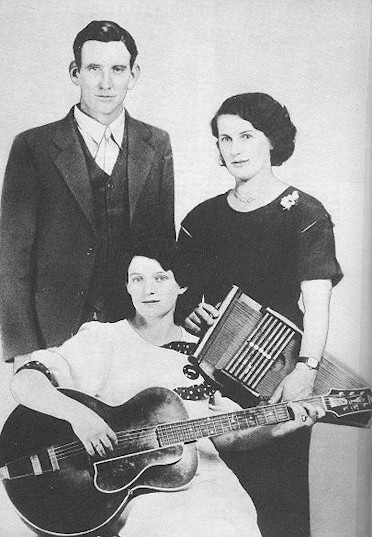
The Carter Family

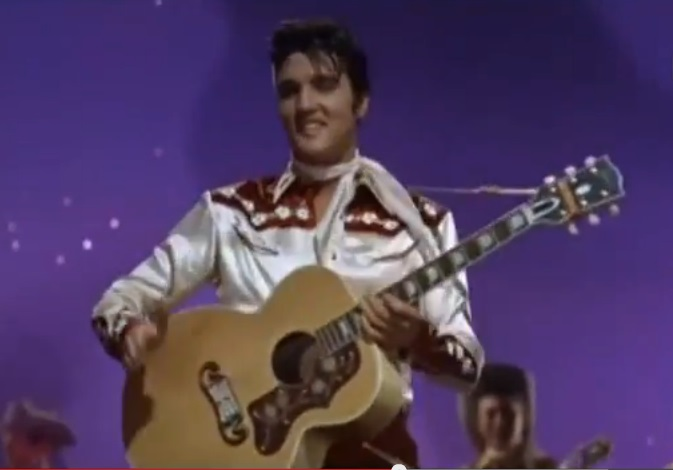
Elvis Presley interpretó y grabó numerosas canciones de estilo country a lo largo de su carrera.

The Carter Family fue el otro descubrimiento de Ralph Peer. En sus comienzos, formaban el grupo A. P. Carter (voz), su mujer Sara (voz, Autoarpa y guitarra) y su cuñada Maybelle (guitarra). Desarrollaron una larga carrera musical. A. P. contribuyó con un montón de canciones y baladas recolectadas durante las excursiones que realizaba alrededor de su casa en Maces Springs (Virginia). Además, al ser un hombre, hizo posible el que Sara y Maybelle se dedicasen a la música sin que ello supusiese un estigma para ellas. Sara y Maybelle se dedicaban a realizar arreglos a las canciones que A. P. recolectaba, además de escribir sus propios temas. Ellas fueron las precursoras de toda una serie de cantantes femeninas de country como Kitty Wells, Patsy Cline, Loretta Lynn, Skeeter Davis, Tammy Wynette, Dolly Parton, Taylor Swift, Linda Ronstadt, Emmylou Harris o June CarterCash (hija de Maybelle y posteriormente mujer de Johnny Cash).

### Bluegrass
El bluegrass continuó con la tradición de las antiguas bandas de instrumentos de cuerda estadounidenses y fue inventado, en su forma original, por Bill Monroe. El término "bluegrass" fue tomado del nombre de la banda que acompañaba a Bill: The Blue Grass Boys. La primera grabación que realizaron fue en 1945: Bill Monroe (mandolina y voz), Lester Flatt (guitarra y voz), Earl Scruggs (banjo de cinco cuerdas), Chubby Wise (violín) y Cedric Rainwater (contrabajo). El grupo fue el referente para todas las bandas de bluegrass que les siguieron. De hecho, muchas de las primeros y más famosos músicos de bluegrass fueron o miembros, alguna vez, de The Blue Grass Boys (como Lester Flatt & Earl Scruggs, Jimmy Martin y Del McCoury) o tocaron con Monroe ocasionalmente (como Sonny Osborne, The Stanley Brothers o Don Reno). Además, Monroe fue una gran influencia para Ricky Skaggs, Alison Krauss, Emmylou Harris o Sam Bush (estos últimos del grupo de la Nash Ramblers), quienes mezclaron elementos del folky con el bluegrass.

### El sonido Nashville
Durante la década de 1960 la música country se convirtió en una industria, centrada en Nashville (Tennessee), que movía millones de dólares. Bajo la dirección de productores como Chet Atkins, Owen Bradley y, posteriormente, Billy Sherrill, el denominado sonido Nashville acercó el country a un público más diverso. El sonido tomó prestados muchos elementos del pop de los década de 1950: voces suaves acompañadas de una sección de cuerdas y coros vocales. Los artistas más importantes fueron Ernest Tubb, Patsy Cline, Jim Reeves y, posteriormente, Tammy Wynette, Loretta Lynn, Dolly Parton y Charlie Rich. Debido a que la música country tenía una gran variedad estilística, hubo muchas voces críticas que señalaron que el sonido Nashville estaba acotando esta diversidad.
- Contra este sonido aparecieron el Sonido Bakersfield y el Outlaw country.

### Elvis Presley
En los comienzos de su carrera musical, Elvis Presley, el guitarrista Scotty Moore y el contrabajista Bill Black crearon el estilo rockabilly en la compañía Sun Records de Memphis. Durante un descanso en una sesión de grabación, Presley comenzó a cantar acompañado de su guitarra, el blues "That's all right Mama" pero con un ritmo acelerado, al cual se sumaron los otros dos músicos de sesión acompañándolo en ritmo de country, de cuya mezcla surgió el rockabilly.[cita requerida]
Posteriormente, Presley grabó a lo largo de su carrera numerosos temas de corte country como "Blue Moon of Kentucky", "Milkcow boogie blues","Old Shep", "Tiger Man", "Guitar Man" y "Kentucky Rain", entre otras, así como también el álbum Elvis Country, I'm 10.000 years old.

## Popularidad
La música campirana alcanzó un hito en 1981, cuando tres canciones del género ocuparon la cima del Billboard Hot 100. Dicho hito se repitió cuatro décadas más tarde en 2023, cuando cuatro artistas campiranos durante dos semanas consecutivas se disputaron las tres primeras plazas: Oliver Anthony (Rich Men North of Richmond), Jason Aldean (Try That in a Small Town), Luke Combs (Fast Car), y Morgan Wallen (Last Night).

## Variantes delcountry
- Americana
- Bluegrass
- Country alternativo
- Country folk
- Country pop
- Country rock
- Cowboy
- Cowpunk
- Hillbilly (Old time o Appalachian folk)
- Honky tonk
- Country neotradicional
- Outlaw country
- Red Dirt
- Rock sureño
- Sonido Bakersfield
- Sonido Nashville
- Tex mex
- Texas country
- Western
- Western swing (y New Western Swing)